# Ljuders distrikt
Ljuders distrikt är ett distrikt i Lessebo kommun och Kronobergs län. Distriktet ligger söder om Lessebo. 

## Tidigare administrativ tillhörighet
Distriktet inrättades 2016 och utgörs av socknen Ljuder i Lessebo kommun.
Området motsvarar den omfattning Ljuders församling hade 1999/2000.